# Aedoeus marginatus
Aedoeus marginatus är en skalbaggsart som beskrevs av Leon Fairmaire 1903. Aedoeus marginatus ingår i släktet Aedoeus och familjen långhorningar.
Artens utbredningsområde är Madagaskar. Inga underarter finns listade i Catalogue of Life.